# Convois de la déportation des Juifs de France
Pour un article plus général, voir Shoah en France.

Les routes de la déportation et de la Shoah.

Il y a environ 79 convois de la déportation des Juifs de France qui sont partis de France sur les trois années, 1942, 1943 et 1944, notamment depuis le camp de Drancy et à destination d'Auschwitz. Ils sont principalement composés de personnes présumées comme étant de religion, d'appartenance ou d'ascendance juive. Ces convois sont une des composantes, en France, de la Shoah.
Les convois no 41, 43, 54, 56 n'existent pas en raison d'erreurs de dénomination commises à l'époque, et le no 64 est parti avant le no 63, là aussi en raison d'une erreur. Les deux derniers (correspondant aux 78e et 79e convois) n'ont pas reçu de numérotation.
Les convois no 50 à 51 ont été dirigés vers Sobibór et Majdanek, les convois no 52 à 53 vers Sobibór, le convoi no 73 vers Kaunas et vers Réval (Tallinn), le convoi no 79 vers Buchenwald. Tous les autres convois ont été dirigés vers Auschwitz.
Les déportés des départements du Nord et du Pas-de-Calais, environ 1 000 personnes dont 202 enfants, ont été convoyés par la Belgique.

## Composition des convois
Dans les premiers convois, il n'y a que peu d'enfants, leur nombre augmente significativement après la rafle du Vélodrome d'Hiver des 16 et 17 juillet 1942.

### 1942
Les convois de 1 à 45 ont été dirigés vers Auschwitz.
| N° du convoi | Date de départ    | Lieu de départ                                         | Destination | Nb de déportés         | Survivants en 1945 | |
| ------------ | ----------------- | ------------------------------------------------------ | ----------- | ---------------------- | ------------------ | --- |
| 1            | 27 mars 1942      | Camp de Drancy et Camp de Royallieu                    | Auschwitz   | 1 112                  | 19                 | On trouve dans ce convoi, Jacques Smaer (20 ans), Salomon Altermann (38 ans) (3 membres de sa famille sont déportés par d'autres convois), Emanuel Mink (31 ans), Alter Fajnzylberg (30 ans), David Szmulewski (29 ans), Natan Darty (21 ans), Simon Gutman (18 ans), (7 membres de sa famille sont déportés dans d'autres convois), Majer Szyndelman (29 ans), Henri Lang (46 ans), Benjamin Librach (20 ans), le frère de Hersz Librach dont 4 autres membres de la famille ont été déportés par d'autres convois, Maurice Béresniak (53 ans) et Wolf Béresniak (37 ans), les oncles de René Goscinny, le scénariste de bande dessinée, Pierre Bloch (36 ans), père de Maurice Bloch, Adolf Marcovici (21 ans). |
| 2            | 5 juin 1942       | Camp de Royallieu                                      | Auschwitz   | 1 000                  | 41                 | On trouve dans ce convoi Albert Fellmann (43 ans), père de Léon Fellmann, Szlama Kargeman (41 ans). |
| 3            | 22 juin 1942      | Camp de Drancy (hommes) Camp des Tourelles (femmes)    | Auschwitz   | 1 000                  | 24                 | On trouve dans ce convoi Annette Zelman (20 ans), dénoncée par son futur beau-père, le médecin collaborateur Hubert Jausion, Raya Kagan (32 ans), Moszek Rajman (51 ans), le père de Marcel Rajman, membre du Groupe Manouchian-Boczov-Rayman, fusillé au fort du Mont-Valérien) (la mère, Chana Rajman, est déportée par le convoi No. 67), Tamara Isserlis (24 ans), Abram Hopensztand (46 ans), Esther Herpstu (41 ans), mère de Judka, dit Popeck, Claude Bloch (32 ans), survivante, mère de Maurice Bloch. |
| 4            | 25 juin 1942      | Camp de Pithiviers                                     | Auschwitz   | 999                    | 51                 | On trouve dans ce convoi Abraham Reiman (37 ans), le père d'Arlette Testyler, survivante de la rafle du Vélodrome d'Hiver et de l'internement au camp de transit de Beaune-la-Rolande, co-auteur de "Les Enfants aussi !"; Mordka Gutman (20 ans), Chaim Cymes (40 ans), le grand-père de Michel Cymes, Maylich Dzik (20 ans); Abram Prazan, (41 ans), grand-père du réalisateur Michaël Prazan, Hersz Widerman (31 ans), le frère de Robert Clary. |
| 5            | 28 juin 1942      | Camp de Beaune-la-Rolande                              | Auschwitz   | 1 038                  | 35                 | On trouve dans ce convoi Joseph Klapisch (41 ans), l'oncle de Robert Klapisch, physicien (son grand-père, Jakob Lax (62 ans) est déporté par le convoi no 45), Daniel Finkielkraut (37 ans), le père d'Alain Finkielkraut (ses grands-parents sont déportés par le convoi no 36), Martin Steg (45 ans), survivant, le père d'Ady Steg, Motel Papiernik (34 ans), le père d'Émile Papiernik. |
| 6            | 17 juillet 1942   | Camp de Pithiviers                                     | Auschwitz   | 928                    | 18                 | On trouve dans ce convoi Irène Némirovsky (39 ans) la romancière russe d'expression française (son mari Michel Epstein est déporté par le convoi no 42), Szepsel Minczeles (40 ans), le père d'Henri Minczeles journaliste, historien, et responsable communautaire, Michel Gorlin (33 ans), Mireille Steinitz (17 ans) et sa mère Rachel Steinitz (45 ans), Simon Laks (40 ans), Markus Igel (43 ans), son épouse Jenta Igel (41 ans) et leurs fils Menassé Igel (18 ans) et Joseph Igel (17 ans) (le plus jeune fils, Simon Igel (16 ans), est déporté par le convoi no 60), Joachim Weingarten (67 ans), Saja Dauman (41 ans), Moszek Wolman (39 ans), le père de Roger Wolman (la mère est déportée dans le convoi no 60), Majlech Szwarckopf (40 ans), le père de Mouny Estrade-Szwarckopf, Modehai Francos (37 ans), le père de Ania Francos, Eliach Braoudé (57 ans), le grand-père de Patrick Braoudé.                                                                  |
| 7            | 19 juillet 1942   | Camp de Drancy (hommes) Camp des Tourelles (49 femmes) | Auschwitz   | 999                    | 16                 | On trouve dans ce convoi Chana Kowalska (43 ans), Icek Fogiel (35 ans) et Rachel Fogiel (34 ans), les parents de Esther Fogiel, une des figures marquantes de l’affaire Papon, jugée à Bordeaux en 1998 (son frère et sa grand-mère sont déportés dans un autre convoi), Srul Gheldman (36 ans) et Berthe Gheldman (35 ans), les parents de Georges Gheldman , Estera Cyrulnik (39 ans), la mère du médecin et neuropsychiatre Boris Cyrulnik (son père est déporté dans un autre convoi), Wessan Rounder (52 ans), le père d'Hélène Rounder (déportée par le convoi No. 57), survivante. |
| 8            | 20 juillet 1942   | Angers                                                 | Auschwitz   | 827                    | 14                 | On trouve dans ce convoi le rabbin de Thionville Henri Lévy (59 ans) et ses deux belles-filles Martha Strauss (34 ans) et Herta Strauss (31 ans), Henri Borlant (15 ans), survivant, médecin, auteur de "Merci d'avoir survécu", son père, Aron Borlant (54 ans), sa sœur, Denise Borlant (21 ans), son frère, Bernard Borlant (17 ans), Ephraïm Moscovici (33 ans), Léon Moscovici (32 ans), Lazare Moscovici (28 ans), le père et deux oncles de Jean-Claude Moscovici, pédiatre, survivant de la Shoah, auteur du récit autobiographique Voyage à Pitchipoï (deux grands-parents sont déportés par un autre convoi), Uszer Szwarcbart (42 ans), le père d'André Schwarz-Bart, lauréat du prix Goncourt 1959 pour le roman Le Dernier des Justes (la mère de ce dernier et ses deux frères sont déportés par un autre convoi), Léon Skorka (14 ans), Caleve Perahia (41 ans). Mordka Zajdenwerger (40 ans) et Simone Zajdenwerger (26 ans), oncle et tante de Guy Konopnicki. |
| 9            | 22 juillet 1942   | Camp de Drancy                                         | Auschwitz   | 998                    | 5                  | Dans ce convoi on trouve Abraham Milsztein (42 ans) et Dwina Milsztein (39 ans), les grands-parents paternels de Nathalie Goulet, femme politique, sénatrice;Joseph Szerman (34 ans) et Rywka Szerman (33 ans), les parents d'Albert Szerman, le seul enfant à survivre à la Rafle de La Varenne-Saint-Hilaire du 22 juillet 1944; Mandel Frichmann (49 ans) et Thérèse Frichmann (49 ans), les grands-parents d'Élise Fajgeles, Erna Dem (52 ans) et son époux Marc Wolfson (59 ans). |
| 10           | 24 juillet 1942   | Camp de Drancy                                         | Auschwitz   | 1 000                  | 4                  | On trouve dans ce convoi Simon Raichinstein (53 ans), le mari de Françoise Frenkel, libraire et écrivaine. |
| 11           | 27 juillet 1942   | Camp de Drancy                                         | Auschwitz   | 1 000                  | 11 ou 12           | On trouve dans ce convoi Rywka Gryn (44 ans), la mère de Tony Gryn; Szyfra Hopensztand (36 ans), Chaja Fensterszab(44 ans), la mère d'Ida Grinspan (14 ans), (déportée par le Convoi No. 68, survivante), Nuchim Plocki (50 ans) et Rifka Plocki (41 ans), les parents de Maurice Rajsfus, Sura Goldfajn (29 ans) et sa sœur Cypora Ajzenberg (35 ans), Fajga Cybulski née Pinkwasser (54 ans), la grand-mère de Patrick Braoudé. |
| 12           | 29 juillet 1942   | Camp de Drancy                                         | Auschwitz   | 1 001                  | 5                  | On trouve dans ce convoi le rabbin Bereck Kofman (41 ans), père de la professeure de philosophie à la Sorbonne, Sarah Kofman, David Gutman (43 ans), Naphtal Rosenberg (56 ans), oncle maternel de Robert Badinter, Estera Prazan 33 ans), grand-mère du réalisateur Michaël Prazan. |
| 13           | 31 juillet 1942   | Camp de Pithiviers                                     | Auschwitz   | 1 049 dont 146 enfants | 13                 | On trouve dans ce convoi Jacob Goldberg (41 ans), le père de Léon Goldberg, Mort pour la France, Personne citée au Panthéon de Paris (la mère et les frères de ce dernier sont déportés dans le convoi no 21). |
| 14           | 3 août 1942       | Camp de Pithiviers                                     | Auschwitz   | 1 034                  | 4                  | 482 personnes meurent dans les chambres à gaz dès leur arrivée. On trouve dans ce convoi Roszka Altermann (43 ans). |
| 15           | 5 août 1942       | Camp de Beaune-la-Rolande                              | Auschwitz   | 1 014 dont 219 enfants | 5                  | On trouve dans ce convoi Nessia Fellmann (36 ans), la mère de Léon Fellmann, rescapé de la rafle du Vél' d'Hiv, devenu résistant; Szrul Gutman (14 ans), Chana Gutman (17 ans). 704 personnes sont gazées dès leur arrivée. |
| 16           | 7 août 1942       | Camp de Pithiviers                                     | Auschwitz   | 1 069 dont 298 enfants | 6                  | 794 meurent dès leur arrivée. On trouve dans ce convoi Charlotte Weismann (13 ans), une des deux sœurs de Joseph Weismann, survivant (un des rares enfants survivants de la déportation de Beaune-la-Rolande à Auschwitz, à la suite de la rafle du Vélodrome d'Hiver) arrêtée comme toute la famille lors de la rafle du Vélodrome d'Hiver (la seconde sœur et les parents sont déportés par d'autres convois), Rachel Muller (33 ans), la mère d'Annette Muller, qui publie en 1991, son autobiographie "La petite fille du Vel" d'Hiv, l’un des rares témoignages directs de la rafle et du destin des prisonniers. |
| 17           | 10 août 1942      | Camp de Drancy                                         | Auschwitz   | 1 006                  | 1                  | 766 meurent dans les chambres à gaz dès leur arrivée |
| 18           | 12 août 1942      | Camp de Drancy                                         | Auschwitz   | 1 007                  | 10                 | 705 meurent dans les chambres à gaz dès leur arrivée, dont la pédiatre Johanna Geissmar (65 ans) |
| 19           | 14 août 1942      | Camp de Drancy                                         | Auschwitz   | 991                    | 1                  | 875 meurent dans les chambres à gaz dès leur arrivée. On trouve dans ce convoi Sacha Schapiro (51 ans), père du mathématicien Alexandre Grothendieck, Herszlik Bugajski (49 ans), Achille Dzik (11 ans) , son père, Nachim Dzik (52 ans), et sa mère, Gela Dzik (50 ans), Hans Friedländer (42 ans), père de Saul Friedländer, historien spécialiste de la Shoah et du nazisme. |
| 20           | 17 août 1942      | Camp de Drancy                                         | Auschwitz   | 1 000 dont 581 enfants | 3                  | 878 meurent dans les chambres à gaz dès leur arrivée. Dans ce convoi on trouve plusieurs parents des Enfants d'Izieu dont Mathilde Loebman (43 ans), la mère de de Fritz Loebmann, Wilhelm Wertheimer (52 ans) et son épouse Hedwig Wertheimer (41 ans). |
| 21           | 19 août 1942      | Camp de Drancy                                         | Auschwitz   | 1 000 dont 452 enfants | 5                  | 817 meurent dans les chambres à gaz dès leur arrivée. On trouve dans ce convoi Rywka Goldberg (48 ans), Henri Goldberg (11 ans), Max Goldberg (11 ans), la mère et les frères de Léon Goldberg, Mort pour la France, Personne citée au Panthéon de Paris (le père, Jacob Goldberg (41 ans) est déporté dans le convoi no 13), Marcel Altermann (7 ans). |
| 22           | 21 août 1942      | Camp de Drancy                                         | Auschwitz   | 1 000 dont 606 enfants | 7                  | 892 meurent dans les chambres à gaz dès leur arrivée. |
| 23           | 24 août 1942      | Camp de Drancy                                         | Auschwitz   | 1 000 dont 580 enfants | 3                  | On y trouve Sophie Milkin (50 ans) épouse de Jacques Milkin (déporté par le convoi no. 60) et mère de Nina Milkina, Isaac Gutman (9 ans), Bella Gutman (7 ans). 908 meurent dans les chambres à gaz dès leur arrivée. |
| 24           | 26 août 1942      | Camp de Drancy                                         | Auschwitz   | 1 002 dont 400 enfants | 23                 | 937 meurent dans les chambres à gaz dès leur arrivée. |
| 25           | 28 août 1942      | Camp de Drancy                                         | Auschwitz   | 1 000 dont 285 enfants | 8                  | 929 meurent dans les chambres à gaz dès leur arrivée. On y trouve Chil Fajnzang (20 ans), survivant. |
| 26           | 31 août 1942      | Camp de Drancy                                         | Auschwitz   | 1 000 dont 244 enfants | 17                 | 961 meurent dans les chambres à gaz dès leur arrivée. On trouve dans ce convoi Fernand Davidovitz (12 ans), son frère Maurice Davidovitz (14 ans), son frère David Davidowitz (18 ans) et ses parents Jacob Davidovitz (45 ans) et Hendla Davidovitz (48 ans), Sonia Kargeman (40 ans). |
| 27           | 2 septembre 1942  | Camp de Drancy                                         | Auschwitz   | 1 000                  | 30                 | 877 meurent dans les chambres à gaz dès leur arrivée. On trouve dans ce convoi Léo Bergoffen (19 ans), survivant (ses parents ont été déportés par le convoi no 8), Esther Gluck (28 ans), son mari Wojtek Gluck (29 ans) et leur fils Léon Gluck (3 ans), Cécile Goldberg (13 ans). |
| 28           | 4 septembre 1942  | Camp de Drancy                                         | Auschwitz   | 1 013                  | 26                 | 959 meurent dans les chambres à gaz dès leur arrivée. On trouve dans ce convoi Paul Schaffer (17 ans), survivant, industriel, Président d'honneur du Comité français pour Yad Vashem, membre du bureau de la Fondation pour la mémoire de la Shoah, sa mère Sali Schaffer (41 ans) et sa sœur Anna Schaffer (19 ans), Alexandre Mendelsohn (15 ans), et ses frères Charles Mendelsohn (13 ans), Ernst Mendelsohn (14 ans), Paul Mendelsohn (12 ans), Henri Mendelsohn (17 ans) et leurs parents, Salomon Mendelsohn (49 ans) et leur mère, Yolande Mendelsohn (49 ans). |
| 29           | 7 septembre 1942  | Camp de Drancy                                         | Auschwitz   | 1 000                  | 34                 | 889 meurent dans les chambres à gaz dès leur arrivée. |
| 30           | 9 septembre 1942  | Camp de Drancy                                         | Auschwitz   | 1 000                  | 42                 | 909 meurent dans les chambres à gaz dès leur arrivée. On y trouve Meilech Fajnzang (47 ans) et son épouse Ides Fajnzang (48 ans). |
| 31           | 11 septembre 1942 | Camp de Drancy                                         | Auschwitz   | 1 000                  | 13                 | 921 meurent dans les chambres à gaz dès leur arrivée. On trouve dans ce convoi le rabbin Moïse Kahlenberg (60 ans) et son épouse Gittel Kalhenberg (59 ans) (son père est déporté par le convoi no 36), Robert Donath (59 ans), le père de Doris Bensimon, Horst Rosenthal (27 ans), Israel Hausner (50 ans) et Rifka Hausner (50 ans), les parents et Rachel Hausner (18 ans), la sœur aînée, et les sœurs jumelles, Cécile Hausner (14 ans) et Gisèle Hausner (14 ans), de Maurice Hausner, membre de l'armée juive, Médaille de la Résistance, Jacob Skorka (53 ans), Slatka Skorka (50 ans), Isaac Reicher (13 ans) et ses frères Max Reicher (12 ans) et Moses Reicher (14 ans) et ses parents Mendel Reicher (53 ans), et Liba Reicher (49 ans), Toni Kisner (36 ans), Rozjel Bulka (39 ans). |
| 32           | 14 septembre 1942 | Camp de Drancy                                         | Auschwitz   | 1 000                  | 45                 | 893 meurent dans les chambres à gaz dès leur arrivée. On trouve dans ce convoi Maurice Obréjan (17 ans), le premier Bébé Cadum en 1925, survivant, avec sa mère Golda Obréjan (38 ans), son frère Albert Obréjan (14 ans), son frère Jacques Obréjan (12 ans) et sa sœur Jeanne Obréjan (7 ans) (le père est déporté dans le convoi no 40), Perla Frei (37 ans), la mère de l'acteur Sami Frey. |
| 33           | 16 septembre 1942 | Camp de Drancy                                         | Auschwitz   | 1 003                  | 33                 | 856 meurent dans les chambres à gaz dès leur arrivée. |
| 34           | 18 septembre 1942 | Camp de Drancy                                         | Auschwitz   | 1 000                  | 21                 | 859 meurent dans les chambres à gaz dès leur arrivée. On trouve dans ce convoi Dora Bruder (16 ans), rendue fameuse par Patrick Modiano, et son père, Ernest Bruder (43 ans) (sa mère est déportée par le convoi no 47), Pierre Feintuch (32 ans), le frère de Jean Jérôme, David Brainin (37 ans), Pierre Créange (40 ans) et sa femme Raymonde Créange (41 ans), Rubin Mol (29 ans) et son épouse Bella Mol (30 ans), Deborah Lifchitz (35 ans), Hélène Widerman (22 ans), la sœur de Robert Clary. |
| 35           | 21 septembre 1942 | Camp de Pithiviers                                     | Auschwitz   | 1 000                  | 23                 | 791 meurent dans les chambres à gaz dès leur arrivée. Ce convoi inclut Léon Zyguel (15 ans), survivant, témoin lors du procès de Maurice Papon en 1998, acteur de son propre rôle dans le film Les Héritiers, avec son père, Aron Zyguel (48 ans), sa sœur Hélène Zyguel (19 ans), et son frère Maurice Zyguel (16 ans), Léopold Kaufmann (57 ans), Herman Papierman (43 ans), Hanna Papierman (43 ans), Isaac Papierman (18 ans), Charles Lichtenstein (22 ans), survivant, et ses parents, Jules Lichtenstein (58 ans) et Fanny Lichtenstein (51 ans), Robert Alphandéry (62 ans) . |
| 36           | 23 septembre 1942 | Camp de Drancy                                         | Auschwitz   | 1 006                  | 26                 | Ce convoi inclut René Blum (64 ans), journaliste, critique d'art et directeur artistique, frère de l'homme d'État Léon Blum, Benjamin Schatzman (65 ans), Eva Tichauer (24 ans) et sa mère Erna Tichauer (44 ans), Maurice Weill-Raynal (56 ans), le frère d'Étienne Weill-Raynal (3 autres membres de la famille sont déportés dans un autre convoi), Nadine Schatz (12 ans) (son oncle a été déporté par le convoi no 1), Hélène Jakubowicz (17 ans), Aron Finkielkraut (65 ans) et Terner Finkielkraut (60 ans), les grands-parents d'Alain Finkielkraut. |
| 37           | 25 septembre 1942 | Camp de Drancy                                         | Auschwitz   | 1 004                  | 15                 | 873 personnes meurent dans les chambres à gaz dès leur arrivée. Ce convoi inclut Bernard Natan (56 ans), Aron Natanson (56 ans), le père, et Miryam Natanson (13 ans), la sœur de Jacques Natanson, Ervin Gottlieb (46 ans), le père de Gotlib, Robert Clary (16 ans), survivant, avec son père Moszek Widerman (68 ans), sa mère, Bajla Widerman (56 ans), son oncle Jankiel Widerman (56 ans) (2 autres membres de sa famille sont déportés dans les convois No. 4 et No. 34) mais aussi 729 Juifs roumains et 63 de leurs enfants arrêtés lors de la rafle du 24 septembre 1942 en région parisienne, Marcel Marcovici (12 ans), sa sœur Pauline Marcovici (14 ans) et ses parents Jancu Marcovici (61 ans) et Pepi Marcovici (54 ans) [son frère, Adolf Marcovici (21 ans) est déporté par le convoi no 1)]. |
| 38           | 28 septembre 1942 | Camp de Drancy                                         | Auschwitz   | 904                    | 18                 | 733 meurent dans les chambres à gaz dès leur arrivée. Dans ce convoi on trouve Michel Sima (29 ans); Marie Lebovici (42 ans) , la mère de Gérard Lebovici, producteur de cinéma, imprésario, mécène et éditeur; Lionel Salem (59 ans) , Milo Adoner (17 ans) et 7 autres membres de sa famille mais aussi 609 Juifs roumains arrêtés lors de la rafle du 24 septembre 1942, Lipe Reiner (56 ans), Fanny Reiner (43 ans) et Cécile Reiner (15 ans), les parents et la sœur de Silvain Reiner |
| 39           | 30 septembre 1942 | Camp de Drancy                                         | Auschwitz   | 210                    | 0                  | 154 meurent dans les chambres à gaz dès leur arrivée. On trouve dans ce convoi Mnacha Tenenbaum (56 ans), le père de Jean Ferrat, auteur-compositeur-interprète, et Pierre Masse (62 ans), avocat, sénateur et secrétaire d'État. |
| 40           | 4 novembre 1942   | Camp de Drancy                                         | Auschwitz   | 1 000                  | 4                  | 639 meurent dans les chambres à gaz dès leur arrivée. Dans ce convoi, Lucie Hoffnung (49 ans), grand-mère de Guy Konopnicki, journaliste et romancier, avec Clara Zajdenwerger (31 ans), sa tante, Mottl Zajdenwerger, son oncle et leurs enfants, David Zajdenwerger (4 ans) et Sala Zajdenwerger (3 ans); Chaim Goldberg (51 ans) et son fils Hendrick Goldberg (20 ans) (Regina Goldberg (13 ans), la fille et sœur, est déportée par le convoi no 67). |
| 42           | 6 novembre 1942   | Camp de Drancy                                         | Auschwitz   | 1 000 dont 217 enfants | 4                  | 773 meurent dans les chambres à gaz dès leur arrivée. On trouve dans ce convoi Abraham Slitinsky(62 ans) (2 autres membres de la famille sont déportés par d'autres convois), Michel Epstein (46 ans), l'époux d'Irène Némirovsky. |
| 44           | 9 novembre 1942   | Camp de Drancy                                         | Auschwitz   | 1 000                  | 15                 | 900 meurent dans les chambres à gaz dès leur arrivée. Ce convoi est composé en grande majorité par des Juifs de nationalité grecque, arrêtés dans la rafle du 5 novembre 1942 à Paris et en zone occupée. |
| 45           | 11 novembre 1942  | Camp de Drancy                                         | Auschwitz   | 745                    | 2                  | 599 meurent dans les chambres à gaz dès leur arrivée. On trouve dans ce convoi Fajga Wajsbord (34 ans), la mère de Hélène Waysbord-Loing, haute fonctionnaire et écrivaine, présidente honoraire de l'association de la Maison des enfants d'Izieu (son père est déporté par le convoi no 47), Jakob Lax (62 ans), le grand-père de Robert Klapisch, physicien. |

### 1943
| N° du convoi | Date de départ   | Lieu de départ | Destination  | Nb de déportés         | Survivants en 1945     | Note |
| ------------ | ---------------- | -------------- | ------------ | ---------------------- | ---------------------- | --- |
| 46           | 9 février 1943   | Camp de Drancy | Auschwitz    | 1 000 dont 122 enfants | 21 dont 7 femmes       | Dans ce convoi on trouve Freida Levi (62 ans), la mère de Raïssa Levinas, Anna Rodinson (59 ans), la mère de Maxime Rodinson, linguiste, historien et sociologue; Fanny Dzik (16 ans) (4 autres membres de sa famille sont déportés par d'autres convois). |
| 47           | 11 février 1943  | Camp de Drancy | Auschwitz    | 998 dont 182 enfants   | 10 dont 1 femme        | Dans ce convoi on trouve le rabbin Ernest Ginsburger (66 ans), David Levitte (64 ans), Ida Levitte (59 ans) et Édouard Levitte (15 ans), les parents et le frère de Simon Levitte et de Georges Lévitte, Cyrla Perec (29 ans), la mère de Georges Perec et 2 membres de sa famille (2 autres membres sont déportés par d'autres convois), 11 enfants pris, la veille, dans la rafle du 10 février 1943 au Toit familial (rue Guy-Patin) afin de compléter le nombre de déportés, Cécile Bruder (35 ans), Joseph Biéder (20 ans), le futur médecin et psychiatre, qui s'évade près de Bar-le-Duc, avec plusieurs compagnons. |
| 48           | 13 février 1943  | Camp de Drancy | Auschwitz    | 1 000 dont 151 enfants | 12 dont 1 femme        | Dans ce convoi on trouve le rabbin Robert Meyers (45 ans) et Suzanne Meyers, née Bauer (44 ans), son épouse, Louise Jacobson (sa mère est déportée par le convoi no 62) ainsi que la résistante Bella Pochez (54 ans), Simon Rybowski (49 ans) et Sarah Rybowski (42 ans), les parents de Nicolas Ribowski, enfant caché, réalisateur, et de Malka Ribowska, enfant cachée, actrice et scénariste. |
| 49           | 2 mars 1943      | Camp de Drancy | Auschwitz    | 1 000 dont 33 enfants  | 6 dont 2 femmes        | Dans ce convoi, on trouve David Olère (35 ans), Zacharie Grumberg (44 ans), le père de Jean-Claude Grumberg, les grands-parents d'Ivan Jablonka, Hersz Strasfogel (48 ans) et plus de 30 personnes prises dans la rafle de la rue Sainte-Catherine à Lyon, Isaac Krasner (77 ans) et Sarah Krasner (66 ans), les parents de Marc Krasner, Maurice Rodinson (79 ans), le père de Maxime Rodinson. |
| 50           | 4 mars 1943      | Camp de Drancy | Majdanek     | 1 000 dont 7 enfants   | 3                      | Dans ce convoi on trouve Otto Freundlich (65 ans), Moszeik Bulka (41 ans), Max Ament (48 ans), le père de Hans Ament un des enfants d'Izieu. |
| 51           | 6 mars 1943      | Camp de Drancy | Majdanek     | 998 dont 3 enfants     | 4                      | Dans ce convoi on trouve la Léa Kipmann (58 ans), mère de Jacques Kipman (17 ans), résistant, Mort pour la France; Robert Herzog (40 ans), Léon Weissberg (48 ans), Léon Bornstein (21 ans), pendu en 1943, frère de Joseph Borne, futur père d'Élisabeth Borne. |
| 52           | 23 mars 1943     | Camp de Drancy | Sobibór      | 994 dont 66 enfants    | 0                      | Dans ce convoi se trouve Jacques Biélinky (62 ans), Saoud l'Oranais (56 ans), violoniste, compositeur et chanteur séfarade, le seul artiste algérien à périr pendant la Shoah, Chaja Wolf (57 ans), la grand-mère de l'acteur Sami Frey. |
| 53           | 25 mars 1943     | Camp de Drancy | Sobibór      | 1 008 dont 118 enfants | 5                      | On trouve dans ce convoi de nombreuses victimes de la rafle de la rue Sainte-Catherine, dont Simon Badinter (48 ans), le père de Robert Badinter (son oncle maternel Naphtal Rosemberg (56 ans) est déporté par le convoi No. 12), Régine Gattegno (19 ans), Marcelle Loeb (17 ans), Pierre Lanzenberg (43 ans), Jean-Jacques Rein (23 ans) et Juliette Weill (21 ans). Il est à noter que Sylvain Kaufmann réussit à s'évader du convoi en limant le plancher du wagon suivi par douze autres déportés dont Hughes Steiner (16 ans). Tous seront repris et déportés à Auschwitz. on trouve aussi Fanny Herszberg (34 ans) et Evelyne Herszberg (3 ans), la sœur et la nièce de Nachman Bindefeld, Alice Solomon (60 ans), la mère de Jacques Solomon, Berta Billig (65 ans), la mère de Joseph Billig, survivant, Sonia Mossé (25 ans) et sa demi-sœur, Esther Levine (36 ans); Alfred Valensi (65 ans) |
| 55           | 23 juin 1943     | Camp de Drancy | Auschwitz    | 1 018 dont 123 enfants | 72 dont 37 femmes      | Dans ce convoi se trouvent Henri Krasucki (18 ans), résistant, survivant, syndicaliste, sa mère Laja Krasucki (40 ans), et sa compagne Paulette Sarcey (19 ans) (son père a été déporté par le convoi no 47). S'y trouve également Netty Firman (46 ans), mère de Marc Ferro, historien, et Julia Wallach, née Kac, rescapée, auteur de Dieu était en vacances (Grasset, 2021). (Son père est dans le même convoi, sa mère avait été déportée dans le convoi 26) |
| 57           | 18 juillet 1943  | Camp de Drancy | Auschwitz    | 1 000 dont 137 enfants | 43 dont 16 femmes      | On trouve dans ce convoi Henry Bulawko (24 ans), le rabbin Samy Stourdzé (25 ans) résistant, Alma Rosé (37 ans), Hélène Rounder (21 ans), survivante, Armand Steinberg (32 ans), un des trois survivants de la rafle de la rue Sainte-Catherine, dont le témoignage est lu au procès de Klaus Barbie, médecin, centenaire, fait l'objet d'un documentaire : "Le Témoin impossible"; Alice Hohermann (40 ans), Gabriel Bénichou (16 ans), survivant, sa sœur Raymonde Israël (28 ans) et son beau-frère Moïse Israël (32 ans), survivant, Alma Rosé (36 ans). |
| 58           | 31 juillet 1943  | Camp de Drancy | Auschwitz    | 1 000 dont 98 enfants  | 28 dont 18 femmes      | Dans ce convoi se trouve Maurice Honel (40 ans), survivant, député communiste de la Seine de 1936 à 1940, résistant, et son épouse, Mira Honel (36 ans), survivante, Iouri Mandelstam (34 ans), Marcel Steinbach (46 ans), Vladimir Dyck (61 ans), son épouse Mina Dyck (56 ans) et leur fille Nicole Dyck (18 ans), la médecin, résistante Dobra Klein (29 ans), survivante, Eva Golgevit (31 ans) , survivante. |
| 59           | 2 septembre 1943 | Camp de Drancy | Auschwitz    | 1 000 dont 138 enfants | 13 dont 3 femmes       | Dans ce convoi se trouve Germaine Cherchevsky (42 ans), la mère de Ève Line Blum-Cherchevsky (le père est déporté par le convoi no 73), Joséphine Getting (66 ans), Armand Lambert (64 ans), Alice Weiller (74 ans) ainsi qu'Esther Sénot (15 ans), survivante, et dont le témoignage est disponible, Jacques Cohen (41 ans), père de Marcel Cohen (écrivain). |
| 60           | 7 octobre 1943   | Camp de Drancy | Auschwitzère | 1 000 dont 101 enfants | 31 dont 2 femmes       | On trouve dans ce convoi le Grand-rabbin de Belgique Joseph Wiener (73 ans) et son épouse Hermanne Wiener (70 ans), le champion du monde poids mouches (1931-1932) Young Perez (31 ans), Jacques Feldbau (28 ans), le médecin et résistant Robert Waitz (43 ans), survivant, témoin aux procès de Nuremberg; Charlotte Salomon (26 ans) et son mari Alexander Nagler (39 ans), Albert Tadlewski (51 ans), le père de Judith Hemmendinger, Philippe Feist (53 ans) , David Rapoport (60 ans) (son épouse est déportée par le convoi no 55), la veuve d'Arthur Weisweiller, Betty Rachel Julie Deutsch de la Meurthe (55 ans), Charles Palant (21 ans), survivant, avec sa mère Fajga Palant (53 ans) et sa sœur Lina Palant (17 ans), Jacques Schwob d'Héricourt (62 ans), Chaja Karaulnik (28 ans), Léo Fischof (58 ans), Simon Igel (16 ans), David Belk (16 ans) [son frère, Simon Belk (12 ans) est déporté par le convoi no 71], Ruchla Wolman (34 ans) , la mère de Roger Wolman, Marcel Stourdzé (30 ans), survivant, Paul Wahl (69 ans), père de François Wahl, philosophe et éditeur. |
| 61           | 28 octobre 1943  | Camp de Drancy | Auschwitz    | 1 000 dont 138 enfants | 42 dont 3 femmes       | On trouve dans ce convoi Arno Klarsfeld (38 ans) le père de Serge Klarsfeld, Léon Berman (51 ans), sa femme et son fils, Jules Moïsi (41 ans), survivant, le père de Dominique Moïsi, Wolf Wieviorka (47 ans) et Rosa Wieviorka (46 ans), les grands-parents d'Annette Wieviorka, Roger Perelman (21 ans), la première femme de René Baer, Marcel Jabelot (19 ans), survivant, avec son père Joseph Jablonowicz (41 ans), sa mère Simone Jablonowicz (39 ans) et sa grand-mère Rachel Jablonowicz (74 ans), les parents de Robert Enoch, Laure Isaac (65 ans), Juliette Boudeville (40 ans), Jean-Claude Isaac (Jean-Claude Janet) (25 ans), l'épouse, la fille et le fils cadet de Jules Isaac . |
| 62           | 20 novembre 1943 | Camp de Drancy | Auschwitz    | 1 200 dont 150 enfants | 29 dont 2 femmes       | Il est à noter que 19 personnes parviennent à s'évader de ce convoi dont Jean Cahen-Salvador (34 ans), conseiller d'État. On trouve dans ce convoi le Grand-rabbin de Nice Josué Pruner (62 ans) et sa femme Alice Pruner (61 ans), le Grand-rabbin de Lyon et résistant Bernard Schonberg (34 ans), Jacques Helbronner (70 ans) pourtant ami du maréchal Pétain et son épouse, Léon Reinach (50 ans) avec sa fille Fanny Reinach (23 ans) et son fils Bertrand Reinach (20 ans), Rosette Wolczak (15 ans), Samuel Kohn (42 ans), la mère de Malvine Lanzet, le père de Joseph Joffo, Madeleine Lévy (25 ans), petite-fille d'Alfred Dreyfus, Nicole Weil-Salon (26 ans), Léon Zadoc-Kahn (73 ans), médecin-chef de l'hôpital Rothschild, fils du grand-rabbin de France Zadoc Kahn, et son épouse Suzanne Zadoc-Kahn (67 ans) ; Sigismond Hirsch (37 ans) et son épouse Berthe Hirsch (36 ans), Huguette Wahl (29 ans), Claude Gutmann (29 ans), la mère de Vidal Modiano, Raissa Bloch (45 ans), Bernard Holstein (53 ans) et Juliette Holstein (41 ans), les parents de Denise Holstein, déportée par le Convoi No. 77, survivante, les victimes de la rafle d'Annecy : Raymond Heger (4 ans), Cywja Wodowski (45 ans) et ses deux enfants, Félix Wodowski (6 ans) et Régina Wodowski (11 ans), Marcel Zylbersztejn (7 ans), Sabine Schwob d'Hericourt (35 ans). . |
| 63           | 17 décembre 1943 | Camp de Drancy | Auschwitz    | 850 dont 101 enfants   | 22 ou 29 dont 4 femmes | On trouve dans ce convoi le rabbin et résistant,Élie Bloch (34 ans), sa femme Georgette Bloch (25 ans) et leur fille Myriam Bloch (5 ans) , Henri Abraham (75 ans), Casimir Oberfeld (40 ans), deux cousins de Pierre Mendès France, le médecin et microbiologiste, chef de service à l’Institut Pasteur (où il est arrêté) Eugène Wollman (60 ans) avec son épouse et collaboratrice à l'Institut Pasteur, la biologiste, Elisabeth Wollman (55 ans), les parents d'Élie Wollman, sous-directeur de l’Institut Pasteur de 1966 à 1985, Nathalie Kraemer (52 ans), Fernand Musnik (28 ans), André Baur (39 ans), le vice-président de l'Union générale des israélites de France, son épouse Odette Baur (33 ans) et leurs quatre enfants Pierre Baur (10 ans), Myriam Baur (9 ans), Antoine Baur (6 ans), Francine Baur (3 ans), Élie Boccara (62 ans), le père de Mireille Boccara, Léo Israélowicz (32 ans) avec sa mère Balbina Israélowicz (56 ans) et sa fiancée Margareta Spitzer (20 ans), Éric Allatini (57 ans) et son épouse Elena Allatini (56 ans); Eva Kotchever (52 ans), Hella Soldner (28 ans); Léonce Bernheim (57 ans) et son épouse Renée Bernheim (47 ans), Maria Cohen (28 ans) et Monique Cohen (7 mois), la mère et la sœur de Marcel Cohen (écrivain), Marcel Slodki (51 ans) et son épouse Macha Boulanger, Louise Stoliarsky (25 ans), sœur de Léon Lehrer, Paul Meiss (18 ans) le neveu de Léon Meiss (ses parents et ses trois soœrs sont déportés par le convoi no. 66), Albert Altermann (19 ans), survivant. |
| 64           | 7 décembre 1943  | Camp de Drancy | Auschwitz    | 1 000 dont 155 enfants | 42 dont 2 femmes       | On trouve dans ce convoi Raymond-Raoul Lambert (49 ans), président du Comité d'assistance aux réfugiés puis de l'Union générale des israélites de France, avec sa femme et ses quatre enfants, Marcel Lattès, Gisèle Gonse-Boas (25 ans) qui réussit à s'échapper alors que le convoi est encore en France, Marcel Jungerman (18 ans), son frère, sa belle-sœur et son neveu, Aaron Cyrulnik (32 ans), le père de Boris Cyrulnik, Fanny Horowicz (11 ans), son frère, Marcel Horowicz (13 ans) et ses parents, David Horowicz (39 ans) et Szyka Horowicz (53 ans), Joseph Cogan (40 ans) le comptable-économe de la Maison d'Enfants de Broût-Vernet et ses enfants Fanny Cogan (6 ans) et Albert Cogan (2 ans) .Voir aussi Liste du convoi. |

### 1944
| N° du convoi | Date de départ  | Lieu de départ                      | Destination               | Nb de déportés                                | Survivants en 1945       | Note |
| ------------ | --------------- | ----------------------------------- | ------------------------- | --------------------------------------------- | ------------------------ | --- |
| 66           | 20 janvier 1944 | Camp de Drancy                      | Auschwitz                 | 1 155 dont 203 enfants                        | 47 dont 15 femmes        | On trouve dans ce convoi Alfred Nakache (28 ans), survivant, connu sous le surnom de « nageur d'Auschwitz », sa femme Paule Nakache (28 ans) et leur fille Annie Nakache (2 ans), Albert Samuel (60 ans) et Hélène Samuel (50 ans), les parents du résistant Raymond Aubrac, Madeleine Elbogen (21 ans), résistante, avec sa sœur Claire Klein (19 ans), Suzanne Birnbaum (40 ans), survivante; la sœur de Léon Meiss, magistrat, dirigeant notoire de la communauté juive de France, pendant et après la guerre, Jeanne Lévy-Meiss (50 ans) avec son mari Sylvain Lévy-Meiss (51 ans) et leurs 3 enfants, Madeleine Lévy-Meiss (24 ans), Jacqueline Lévy-Meiss (17 ans) et Simone Lévy-Meiss (13 ans), Gérard Avram (16 ans),survivant, (un des plus jeunes rescapés des camps d'extermination nazis), sa mère et 2 frères et sœurs (son père est déporté par le convoi no 59), Claire Monis (21 ans), survivante, Joseph Bornztein (18 ans), survivant, le père d'Élisabeth Borne, Première ministre du 16 mai 2022 au 9 janvier 2024, Albert Bornztein (52 ans), Émile Bornztein (19 ans) et Albert Bornztein (14 ans), Léon Lehrer (24 ans), survivant. Se trouvent dans ce convoi, les derniers Juifs vivant dans les départements de l'Aisne, l'Oise et la Somme, raflés les 4 et 5 janvier 1944. |
| 67           | 3 février 1944  | Camp de Drancy                      | Auschwitz                 | 1 214 dont 188 enfants                        | 26 dont 12 femmes        | On trouve dans ce convoi le rabbin René Hirschler (38 ans) et son épouse, Simone Hirschler (32 ans), Jacques Halpern (17 ans), Maurice Schlosser (15 ans), Paul Chytelman (21 ans), Louise Pikovsky (16 ans) avec son père Abraham Pikovsky (47 ans), sa mère Barbe Pikovsky (47 ans), sa sœur Lucie Pikovsky (11 ans), et son frère Jean Pikovsk (14 ans); Willy Holt (22 ans), arrêté comme Juif alors qu'il ne l'est pas, Raphaël Esrail (18 ans), Louise Alcan (33 ans), Albert Bendrihen (37 ans), Chana Rajman (51 ans), la mère de Marcel Rajman, Tatiana Barbakoff (44 ans), de nombreux juifs arrêtés dans la rafle du 10 janvier 1944 à Bordeaux, Regina Goldberg (13 ans) [son père, Chaim Goldberg (51 ans), et son frère, Hendrick Goldberg (20 ans), sont déportés par le convoi no 40]. |
| 68           | 10 février 1944 | Camp de Drancy                      | Auschwitz                 | 1 500 dont 295 enfants                        | 42 dont 24 femmes        | On trouve dans ce convoi le rabbin Joseph Saks (60 ans) et son épouse Jeanne Saks (53 ans), Ida Grinspan (14 ans) (survivante) (son père, Jankiel Fensterszab (46 ans), est déporté par le Convoi No. 77 et sa mère, Chaja Fensterszab (44 ans), est déportée par le Convoi No. 11). |
| 69           | 7 mars 1944     | Camp de Drancy                      | Auschwitz                 | 1 501 dont 178 enfants                        | 20 dont 5 femmes         | Il s'agit du convoi le plus important en nombre de déportés. On y trouve la résistante Édith Pulver (37 ans), Charles Mangel (49 ans), le père du mime Marcel Marceau, Eugène Bloch (66 ans), Béatrice de Camondo (49 ans) (son mari et ses enfants sont déportés par le convoi no 62), Édouard Van Cleef (58 ans), le grand-père d'Olaf Van Cleef, Henri Epstein (53 ans), Herta Hauben (32 ans), David Vogel (53 ans), Julien Abrahamer (32 ans), Paulette Lévy (25 ans), survivante, sa mère et sa sœur, Vila Glasberg (36 ans), Dweira Bernson-Verhaeghe (73 ans) et sa fille Reysa Bernson (39 ans), Jacques Milkin (67 ans), Fritz Finaly (37 ans) et son épouse Annie Finaly (29 ans), Mathilde Javal (67 ans) et sa fille Isabelle Javal (24 ans), la chimiste Hélène Metzger (54 ans), le dirigeant sioniste Nahum Hermann, père de Vivette Samuel, assistante sociale, directrice de l'Œuvre de secours aux enfants de 1979 à 1985 (55 ans). |
| 70           | 27 mars 1944    | Camp de Drancy                      | Auschwitz                 | 1 000 dont 104 enfants                        | 125 dont 60 femmes       | On trouve dans ce convoi Hélène Berr (23 ans), autrice d'un journal relatant sa vie de 1942 à 1944, publié en 2008, et ses parents (Raymond Berr (56 ans) et sa femme Antoinette Berr (53 ans)), Charles Zelty (17 ans), survivant, et sa belle-mère Suzanne Chapochnik (43 ans), Lucie Weill (80 ans), l'épouse et les 2 filles, Louise Weill (43 ans) et Marcelle Crémieu (57 ans) et le gendre Robert Crémieu (60 ans) d'Edmond Weill, membre de l'académie nationale de médecine, Kadmi Cohen (52 ans), le père de Jean-François Steiner, Élisabeth Cahen d'Anvers (70 ans), peinte avec sa sœur Alice Cahen d'Anvers par Auguste Renoir en 1881 dans le tableau Les Demoiselles Cahen d'Anvers. |
| 71           | 13 avril 1944   | Camp de Drancy                      | Auschwitz                 | 1 500 dont 289 enfants                        | 105 dont 70 femmes       | On trouve dans ce convoi Simone Veil (16 ans), magistrate et une femme d’État française, survivante, sa mère et sa sœur, Marceline Loridan-Ivens (15 ans), survivante, scénariste, réalisatrice, productrice et écrivaine, et son père, Szlama Rozenberg (43 ans); Paul Haguenauer (73 ans) et son épouse, Anne-Lise Stern (22 ans), le résistant Philippe Lazare-Lévy (25 ans), fils de Lazare-Lévy et ses cousines, Myriam David (27 ans), médecin et résistante, survivante, avec sa sœur Christiane David (31 ans), survivante, Émile Kaçmann (30 ans), survivant, hazzan; Edith Klebinder (30 ans) (son mari est déporté par un autre convoi), Odette Spingarn (19 ans), survivante, auteur de l'ouvrage J'ai sauté du train, et sa mère Germaine Spingarn (55 ans), Florette Feissel (22 ans), Ginette Kolinka (19 ans), son père Léon Cherkasky (60 ans) et son frère Gilbert Cherkasky (12 ans) et son neveu Georges Marcou (14 ans), mais aussi 12 jeunes victimes de la rafle de la Martellière à Voiron, dont l'âge va de 7 ans à 19 ans et 34 enfants sur 44 raflés dans la Maison d'Izieu comme Albert Bulka (4 ans) et son frêre Marcel Bulka (13 ans) ou Fritz Loebmann (15 ans), Isidore Kargeman (10 ans), Max Leiner (8 ans) et leurs encadrants Léa Feldblum (25 ans), survivante, témoin au Procès de Klaus Barbie, dont les frères et la sœur ont déjà été déportés, Sarah Levan-Reifman (36 ans) et ses parents, Alexandre Persitz (33 ans), survivant, et son épouse Hélène Persitz (32 ans), survivante, Edith Klebinder (30 ans), survivante, Simon Belk (12 ans), Herman Teitelbaum (10 ans), Clémentine Kassis (41 ans), Hughette Kassis (17 ans), Louise Kassis (19 ans) et Maklouf Kassis (40 ans) (les 4 membres de cette famille survivent), Otto Wertheimer (12 ans), Rachel Farkhi (46 ans), survivante, l'arrière-grand-mère, et la grand-mère Judith Farkhi (17 ans), survivante, et Moïse Farkhi (52 ans), l'arrière-grand-père de Rachel-Flore Pardo, personnalité politique française. |
| 72è          | 29 avril 1944   | Camp de Drancy                      | Auschwitz                 | 1 004 dont 179 enfants                        | 37 dont 25 femmes        | On trouve dans ce convoi Rose Warfman (27 ans), survivante, infirmière, résistante; Zina Morhange (34 ans), survivante, le poète Itzak Katznelson (60 ans), connu pour son Chant du peuple juif assassiné, rédigé en 1944 au camp d'internement de Vittel, et son fils Zivi Katznelson (17 ans); le grand-rabbin d'Anvers, Markus (Mordechai) Rottenberg (72 ans) avec son épouse et 11 membres de sa famille; Yvette Farnoux (24 ans), Albert Crémieux (48 ans) avec son père Édouard Crémieux (88 ans) et sa mère, la sœur de Feiga Weisbuch (30 ans), les grands-parents de Catherine Clément, Edith Klebinder (30 ans), Hélène Schapiro (28 ans)et 3 membres de sa famille, Odette Elina (33 ans), une sœur, deux nièces et deux petites nièces (2 ans) et (3 ans) d'Armand Dorville, Jacques et Madeleine Goldstein (1921 - 2008) qui reviendront. Madeleine témoignera et publiera le récit de leur déportation, Arthur Kisner (11 ans) et son frère Henny Kisner (13 ans) (leur mère Toni Kisner ((36 ans) est déportée par le convoi no 31), Edith Wiesel (20 ans), survivante, et son mari Eugène Wiesel (29 ans), Herszek Goldberg (48 ans) et son épouse Maria Goldberg (34 ans), et leurs filles Simone Goldberg (14 ans), Claire Goldberg (10 ans) et Michele Goldberg (4 ans). |
| 73           | 15 mai 1944     | Camp de Drancy                      | Kaunas et Reval [Tallinn] | 878 dont 38 enfants                           | 22                       | C'est le seul convoi envoyé dans les pays baltes. Il est composé uniquement d'hommes valides : André Jacob (53 ans) et son fils, Elie Cyper (35 ans), Nathan Hosanski (29 ans), Salomon Gluck (29 ans), Miron Zlatin (39 ans), Paul Velsa (38 ans), Henri Zajdenwergier (16 ans) (8 membres de sa famille sont déportés par d'autres convois Nachman Bindefeld (37 ans), Viktor Klüger (45 ans), le père de Ruth Klüger. |
| 74           | 20 mai 1944     | Camp de Drancy                      | Auschwitz                 | 1 200 dont 188 enfants                        | 157 dont 108 femmes      | On trouve dans ce convoi le rabbin et résistant Robert Brunschwig (56 ans) avec sa femme Lucie Brunschwig (52 ans) et sa belle-mère Rose Meyer (73 ans), Robert Najberg (12 ans), Joseph Benzacar (81 ans) avec son épouse Juliette Benzacar (63 ans), son frère Nathaniel Benzacar (74 ans) et sa belle-sœur Emma Benzacar (62 ans), Odette Rosenstock (Abadi) (29 ans), Marcel Mermelstein (7 ans) avec sa sœur Paula Mermelstein (10 ans) et sa mère Frieda Mermelstein (32 ans), Jacqueline Morgenstern (12 ans) avec son père Karl Morgenstern (40 ans) et sa mère Suzanne Morgenstern (37 ans), Adolphe Javal (71 ans). |
| 75           | 30 mai 1944     | Camp de Drancy                      | Auschwitz                 | 1 000 dont 112 enfants                        | 85 dont 51 femmes        | On trouve dans ce convoi Nadine Heftler (15 ans) et ses parents, Lucien Vidal-Naquet (45 ans) et Marguerite Vidal-Naquet (37 ans), les parents de Pierre Vidal-Naquet, Hans Ament (10 ans), la mère de Jean-Richard Bloch et Pierre Abraham, Louise Bloch (86 ans), mère de Pierre Abraham et de Jean-Richard Bloch, et la grand-mére de France Bloch-Sérazin, les parents de Jean-Claude Pecker, Benjamin Fondane (45 ans), Sarah Lichsztein (16 ans), survivante, et sa mère Marjem Lichsztein (39 ans), survivante, Jacques Lion (56 ans). |
| 76           | 30 juin 1944    | Camp de Drancy                      | Auschwitz                 | 1 100 dont 161 enfants                        | 167 dont 100 femmes      | On trouve dans ce convoi les grands-parents de Bernard Kouchner, Georges Wellers (38 ans), Luise Straus-Ernst, Mathieu Wolf (76 ans) et son épouse, les parents de Dominique Desanti, Suzanne Buisson (60 ans), Henriette Cohen (26 ans), Georges Snyders (27 ans), Sulamite Seiden (30 ans), et Irène Seiden (3 ans), l'épouse et la fille de Mojzesz Seiden, Jean-Louis Steinberg (22 ans), ses parents Germain Steinberg (49 ans) et Germaine Steinberg (47 ans) et son frère Claude Steinberg (19 ans), Hélène Frischmann (21 ans), la tante de Élise Fajgeles . |
| 77           | 31 juillet 1944 | Camp de Drancy                      | Auschwitz                 | 1 300 dont 325 enfants                        | 209 dont 141 femmes      | On trouve dans ce convoi la mère d'Éliane Amado Levy-Valensi, Yvette Lévy (18 ans), Régine Skorka-Jacubert (24 ans), son frère Jérôme Skorka (20 ans), (leurs parents et frère ont été déportés dans d'autres convois), Jean-Guy Bernard (27 ans), Claude Bloch (15 ans), survivant, et sa mère Eliette Bloch (40 ans), Raphaël Feigelson (18 ans), survivant, Jacob Hopensztand (10 ans) (ses parents ont été déportés en 1942), les parents de Freddy Menahem, Eugénie Polak (44 ans), survivante, la mère de Gabriel Matzneff, Léo Cohn (30 ans), Denise Holstein (17 ans) (ses parents ont été déportés dans le convoi no 62), de nombreux enfants pris dans les rafles de Louveciennes, Neuilly, l'avenue Secrétan, Saint-Mandé (242 enfants et 33 adultes), les jeunes filles de la Rafle de la rue Vauquelin, dont Yvette Gutman (15 ans), Gérard Klebinder (30 ans), Jankiel Fensterszab (46 ans), le père d'Ida Grinspan (14 ans) (déportée par le Convoi No. 68, survivante), Sophie Blum-Lazarus (77 ans), Fernand Ochsé (65 ans) et son épouse Louise Ochsé (60 ans), Sigismond Luzzato (71 ans) et Fanny Luzzato (62 ans), grands-parents adoptifs de Philippe Bouvard, Raphael Lévy (70 ans) et son épouse Lucie Lévy (61 ans), les parents de Claude Lévy (biologiste), biologiste, résistant et écrivain. |
| 78           | 11 août 1944    | Lyon                                | Auschwitz                 | 750 dont 438 hommes, 300 femmes et 12 enfants | 32 ou 157 dont 16 femmes | On trouve dans ce convoi Joseph Bialot (21 ans), survivant, écrivain, Edith Esser (23 ans), résistante, survivante, mère de Lydia Flem, écrivaine, psychanalyste et photographe, Charles Gottlieb (19 ans), résistant, survivant. |
| 79           | 17 août 1944    | Camp de Royallieu et Camp de Drancy | Buchenwald                | 1 255                                         | 656 *****                | Le train part le 18 août au matin du carrefour Bellicart dans la forêt de Compiègne. Alois Brunner a réservé 3 wagons pour lui. Les déportés sont essentiellement des déportés politiques comme Marcel Dassault et des otages dont seulement 51 juifs. Le train stoppe fréquemment à cause des bombardements et destructions de voies. Dans la nuit du 18 au 19 août, une quinzaine de déportés s'évadent près de Saint-Quentin, dans l'Aisne, dont René Kapel (36 ans), Jacques Lazarus (28 ans), Jean Frydman (19 ans), Ernest Appenzeller (18 ans), Eddy Florentin et André Amar. |

### Autres convois
| N° du convoi  | Date de départ     | Lieu de départ             | Destination                     | Nb de déportés                      | Survivants en 1945 | Note |
| ------------- | ------------------ | -------------------------- | ------------------------------- | ----------------------------------- | ------------------ | --- |
|               | 11 septembre 1942  | Lille                      | Camp de Malines, puis Auschwitz |                                     |                    | Convoi 84. Puis déporté le 15 septembre 1942 de Malines à Auschwitz (convoi X). |
| 80 (liste)    | 23 juillet 1944    | Camp de Drancy             | Bergen-Belsen                   | 257 dont 77 enfants                 |                    | Il s'agit d'un convoi de femmes et d'enfants de prisonniers. On y trouve le grand-rabbin Jacques Kahn (76 ans) et son épouse Lucie Kahn (69 ans) , Madeleine Dreyfus (35 ans), survivante, Gilberte Jacob (31 ans), survivante, Victor Perahia (11 ans), survivant et témoin, sa mère Jeanne Perahia (35 ans) et son grand-père Salomon Passy (65 ans), (deux membres de la famille ont été déportés par d'autres convois), Francine Christophe (10 ans) et sa mère Marcelle Christophe (36 ans) , Albert Bigielman (11 ans) et sa mère Fajga Bigielman (48 ans), Jacques Saurel (11 ans), sa mère Berthe Szwarcenberg (11 ans), sa sœur Irène Szwarcenberg (13 ans) et son frère Roger Szwarcenberg (9 ans), Léon Meyer (75 ans), sa femme Suzanne Meyer (68 ans) et sa fille Denise Meyer (48 ans). |
| 81 (liste)    | 30 juillet 1944    | Camp de Noé, puis Toulouse | Buchenwald, puis Ravensbrück    | 350 dont 27 enfants                 |                    | On trouve dans ce convoi Bertrand Herz (14 ans), sa sœur Françoise Herz (19 ans), son père Willy Herz (61 ans) et sa mère Louise Herz (50 ans), fille du rabbin Mayer Lambert. |
| 82 (liste)    | 20 août 1944       | Clermont-Ferrand           | Auschwitz                       | 381 dont 68 juifs [réf. nécessaire] |                    | |
| Train de Loos | 1er septembre 1944 | Tourcoing                  | Sachsenhausen                   | 870                                 |                    | |
|               | 1er septembre 1944 | Belfort                    | Ravensbrück                     |                                     |                    | |
|               | 2 septembre 1944   | Dijon                      | Dachau                          |                                     |                    | |
|               | 5 septembre 1944   | Belfort                    | Buchenwald                      |                                     |                    | |
|               | 3 octobre 1944     | Belfort                    | Buchenwald                      |                                     |                    | |
|               | 12 novembre 1944   | Metz                       | Dachau                          |                                     |                    | |